# Amange
Amange és un municipi francès situat al departament del Jura i a la regió de Borgonya - Franc Comtat. L'any 2007 tenia 343 habitants.

## Demografia

### Població
El 2007 la població de fet d'Amange era de 343 persones. Hi havia 122 famílies de les quals 28 eren unipersonals (8 homes vivint sols i 20 dones vivint soles), 43 parelles sense fills, 47 parelles amb fills i 4 famílies monoparentals amb fills.
La població ha evolucionat segons el següent gràfic:
Habitants censats

### Habitatges
El 2007 hi havia 140 habitatges, 127 eren l'habitatge principal de la família, 5 eren segones residències i 8 estaven desocupats. 125 eren cases i 14 eren apartaments. Dels 127 habitatges principals, 100 estaven ocupats pels seus propietaris, 25 estaven llogats i ocupats pels llogaters i 2 estaven cedits a títol gratuït; 1 tenia una cambra, 1 en tenia dues, 16 en tenien tres, 17 en tenien quatre i 93 en tenien cinc o més. 97 habitatges disposaven pel capbaix d'una plaça de pàrquing. A 50 habitatges hi havia un automòbil i a 71 n'hi havia dos o més.

### Piràmide de població
La piràmide de població per edats i sexe el 2009 era:
| Homes | Edats   | Dones |
| ----- | ------- | ----- |
| 0     | 95 o +  | 0     |
| 0     | 90 a 94 | 0     |
| 0     | 85 a 89 | 4     |
| 0     | 80 a 84 | 0     |
| 12    | 75 a 79 | 4     |
| 0     | 70 a 74 | 12    |
| 0     | 65 a 69 | 4     |
| 16    | 60 a 64 | 8     |
| 4     | 55 a 59 | 8     |
| 16    | 50 a 54 | 4     |
| 12    | 45 a 49 | 8     |
| 8     | 40 a 44 | 12    |
| 4     | 35 a 39 | 8     |
| 20    | 30 a 34 | 16    |
| 16    | 25 a 29 | 12    |
| 12    | 20 a 24 | 8     |
| 8     | 15 a 19 | 4     |
| 4     | 10 a 14 | 0     |
| 4     | 5 a 9   | 16    |
| 4     | 0 a 4   | 12    |

## Economia
El 2007 la població en edat de treballar era de 228 persones, 161 eren actives i 67 eren inactives. De les 161 persones actives 151 estaven ocupades (71 homes i 80 dones) i 10 estaven aturades (6 homes i 4 dones). De les 67 persones inactives 18 estaven jubilades, 35 estaven estudiant i 14 estaven classificades com a «altres inactius».

### Ingressos
El 2009 a Amange hi havia 131 unitats fiscals que integraven 341 persones, la mediana anual d'ingressos fiscals per persona era de 19.017 €.

### Activitats econòmiques
Dels 10 establiments que hi havia el 2007, 1 era d'una empresa alimentària, 3 d'empreses de construcció, 1 d'una empresa de transport, 2 d'empreses d'informació i comunicació, 2 d'empreses de serveis i 1 d'una entitat de l'administració pública.
Dels 3 establiments de servei als particulars que hi havia el 2009, 1 era un paleta, 1 fusteria i 1 lampisteria.
L'únic establiment comercial que hi havia el 2009 era una fleca.
L'any 2000 a Amange hi havia 5 explotacions agrícoles.

## Equipaments sanitaris i escolars
El 2009 hi havia 1 escola maternal integrada dins d'un grup escolar amb les comunes properes formant una escola dispersa i 1 escola elemental integrada dins d'un grup escolar amb les comunes properes formant una escola dispersa.

## Poblacions més properes
El següent diagrama mostra les poblacions més properes.